# Sergio Coppotelli
Sergio Coppotelli (Roma, 4 dicembre 1929 – Frascati, 10 giugno 2016) è stato un chitarrista e compositore italiano.

## Biografia
Già molto avanti con gli studi di chitarra classica, esordisce alla fine degli anni quaranta, rivelandosi come uno dei più promettenti chitarristi d'Italia.
Prende subito parte a numerose jam-session jazzistiche alle quali partecipano numerosi musicisti emergenti dell'epoca: da Nunzio Rotondo ad Ettore Crisostomi, da Umberto Cesari a Pepito Pignatelli, da Luciano Fineschi a Carlo Loffredo. Già nel 1948, quindi giovanissimo, lo ritroviamo, con il suo trio (Umberto Cesari al piano e Carlo Loffredo al contrabbasso) ad una popolare trasmissione radiofonica in cui si esibiscono importanti strumentisti (ricordiamo Luciano Fancelli, gran virtuoso della fisarmonica).
Nello stesso anno, su invito di Carlo Loffredo, partecipa ad una jam-session in cui, a sua insaputa, sono presenti musicisti che segneranno la storia della musica italiana quali Piero Piccioni, Armando Trovajoli, Bruno Martino e Nunzio Rotondo. Martino, entusiasta della tecnica chitarristica di Coppotelli, lo invita a prendere parte alla sua formazione.
Nel 1956, Coppotelli partecipa al primo “Festival Jazz di Roma” insieme a Nunzio Rotondo, Lelio Luttazzi e Franco Chiari. Ma, nel 1957, si trasferisce a Milano dove approfondisce i suoi studi di armonia musicale con il maestro Aldo Lazzari ed entra a far parte dell'orchestra di Riccardo Rauchi, ex sassofonista di Renato Carosone: è la giusta occasione per poter suonare con i più importanti musicisti della scena milanese come Gianni Basso, Oscar Valdambrini, Dino Piana e Gil Cuppini. Nel capoluogo lombardo, inoltre, spende gran parte delle sue energie in lunghe sessioni di registrazione.

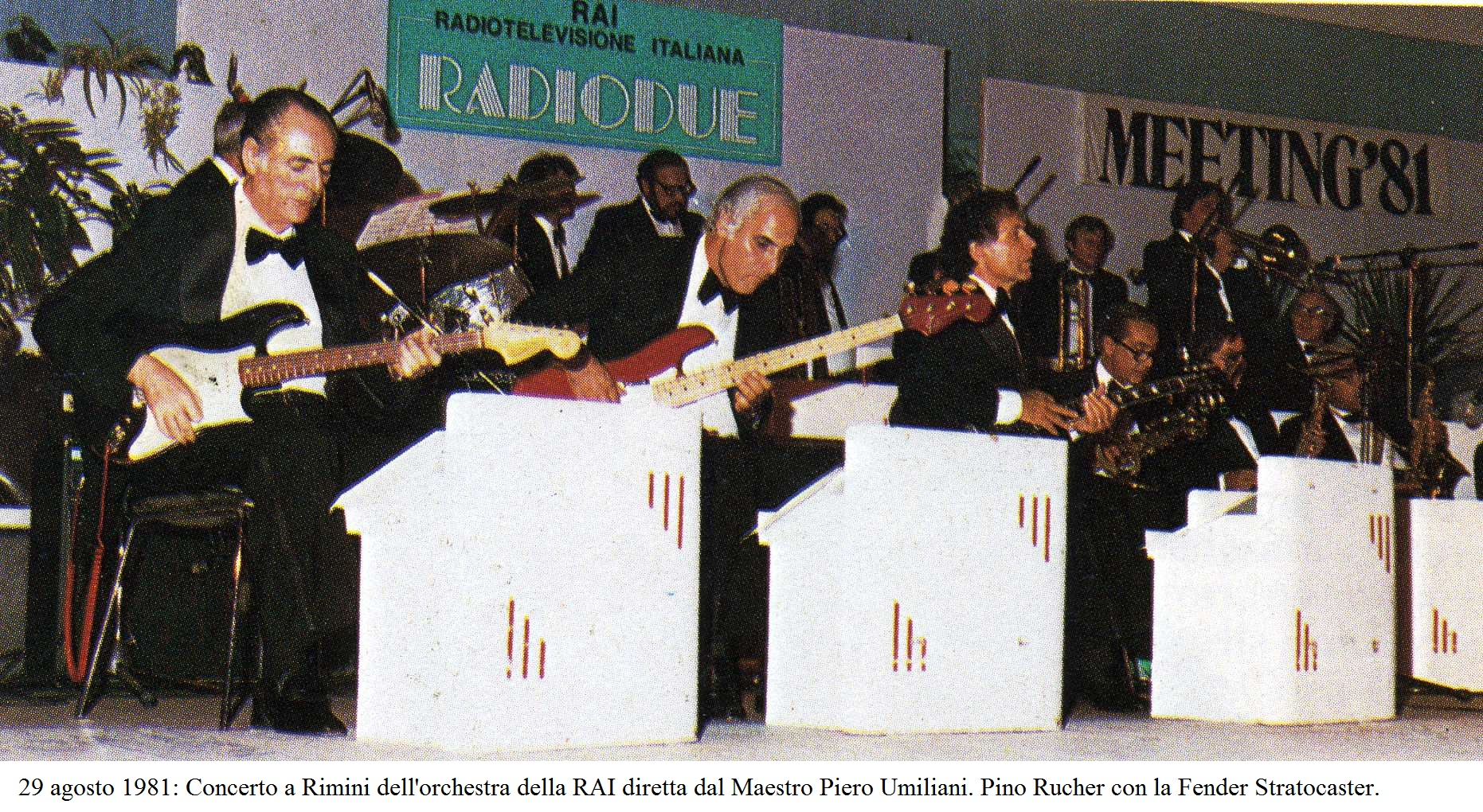
Sergio Coppotelli (terzo da sinistra) con l'orchestra RAI diretta dal M° Piero Umiliani

Nel 1960, Coppotelli rientra nella formazione di Bruno Martino; nel 1964, però, lascia il complesso e rientra definitivamente a Roma, dove intraprende una lunga ed intensa attività in studi di registrazione. Presto viene chiamato a collaborare negli studi di Cinecittà con importanti maestri quali Gianni Ferrio, Bruno Canfora, Enrico Simonetti, Nino Rota, Armando Trovajoli, Pino Calvi, Piero Piccioni, Riz Ortolani, Luis Bacalov ed Ennio Morricone. Partecipa, quindi, a popolarissime trasmissioni televisive come “Canzonissima” e “Fantastico”, ma, nello stesso tempo, si vede impegnato a registrare assieme a Giovanni Tommaso, Enrico Pieranunzi ed altri musicisti romani.

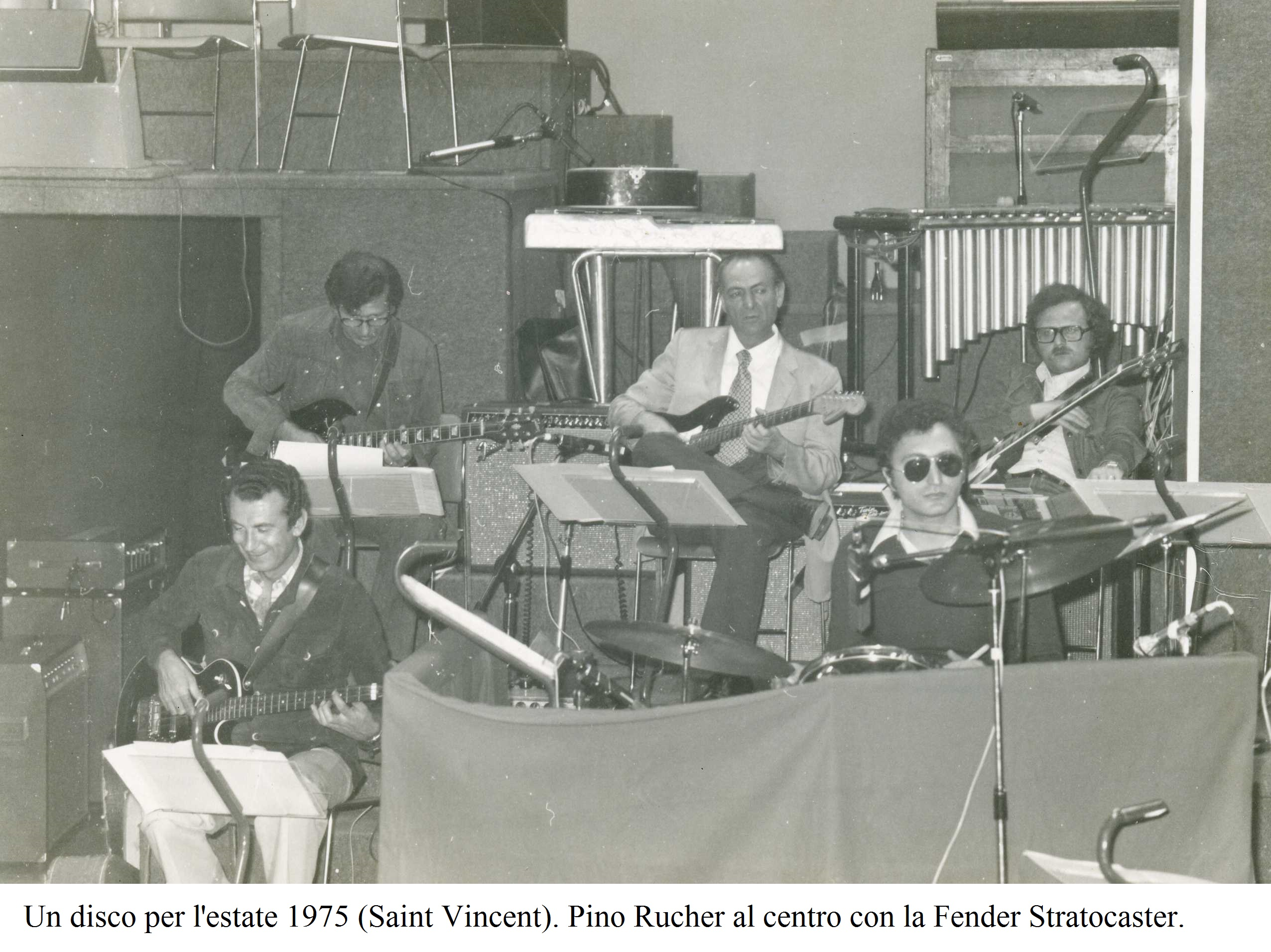
"Un disco per l'estate 1975". Sergio Coppotelli è in alto a sinistra.

Nel 1974 vince il concorso bandito dalla Rai per professori d'orchestra nel ruolo di prima chitarra solista dell'Orchestra Stabile di Roma. Con questa prende parte, presso il Teatro dell'Opera di Roma, ad un'importante iniziativa musicale e culturale organizzata dalla Terza Rete radiofonica all'interno della rubrica intitolata “Un certo discorso musica”: Coppotelli, sotto la direzione di musicisti tra cui Gil Evans, Lee Konitz, Archie Shepp, George Russell, Steve Lacy, Giovanni Tommaso, Enrico Rava e tantissimi altri, esibisce tutte le proprie doti musicali, rileggendo con talento le complesse partiture di chitarra dei suoi colleghi d'oltreoceano e mettendosi in luce come pregevole ed elegante solista. Non a caso, Gil Evans lo omaggia, dinanzi ai suoi colleghi, del più bel complimento della carriera: «Sergio, I am Glad to hear you!».
Ma nel 1985, con stupore generale, si dimette dall'orchestra per dedicarsi definitivamente al suo più grande amore musicale: il jazz. Sono anni d'intensa attività concertistica (celebri i suoi concerti all'“Ivrea Jazz Festival”, manifestazione di caratura europea, all'“Agosto Jazz” di Milano, al “Settembre Festival” di Parma, ad “Umbria Jazz” e alla rassegna “Jazzità” organizzata dal celebre club romano La Palma). Nel contempo dedica gran parte delle sue energie alla composizione e costruisce sempre nuovi arrangiamenti. Prendono vita, così, diversi dischi (alcuni dei quali vengono recensiti da importanti giornalisti americani su note riviste del settore quali “Cadence” e “All-Music - Guide to Jazz”) che vedono anche la collaborazione dei più importanti sassofonisti romani: Maurizio Giammarco, Stefano Di Battista e Massimo Urbani. Intanto, riesce a portare avanti anche una fruttuosa attività didattica, rivolgendo il suo insegnamento essenzialmente ai più giovani.

## Influenze e stile

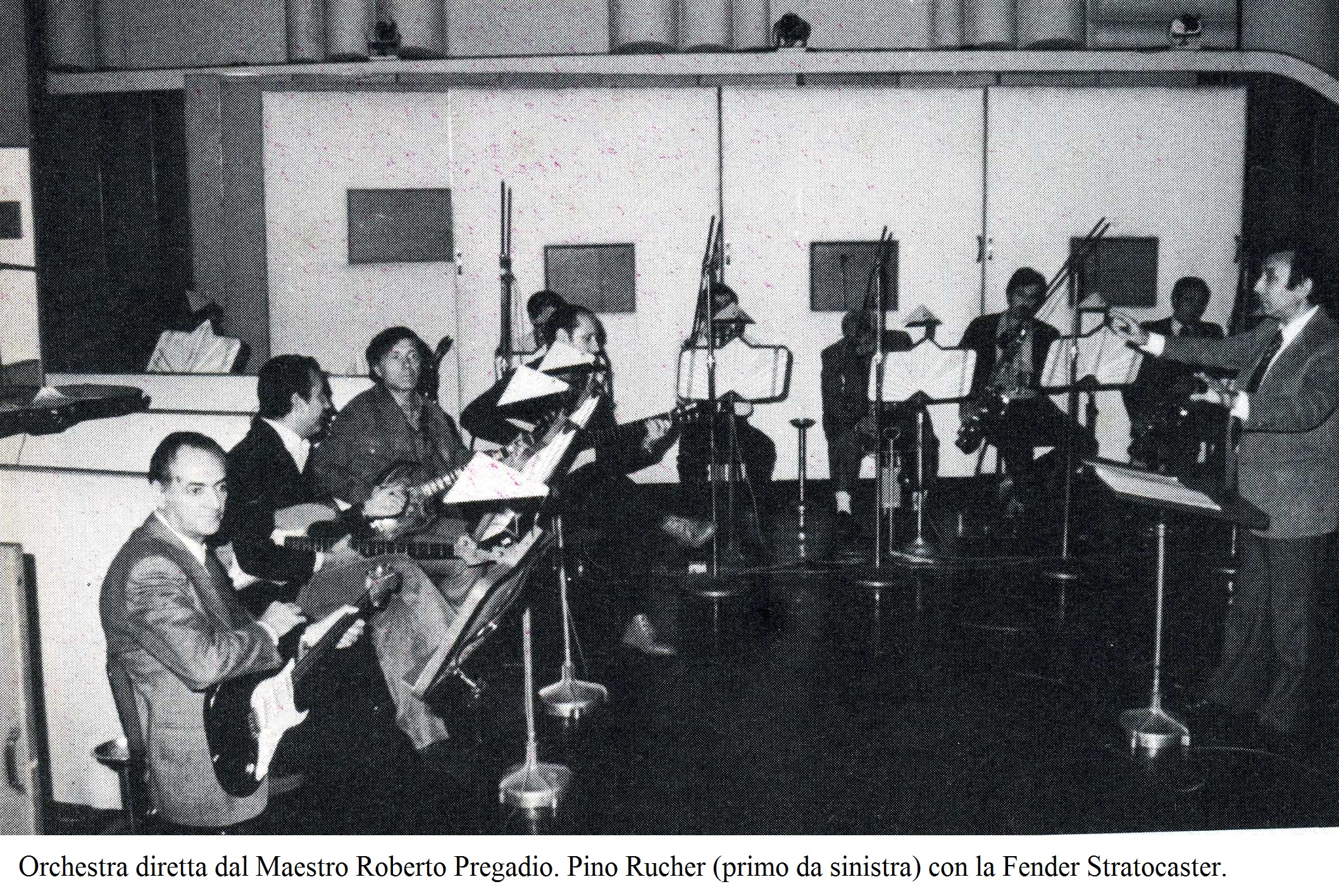
Sergio Coppotelli (terzo da sinistra) con l'orchestra RAI diretta dal Maestro Roberto Pregadio

Coppotelli ha studiato la musica di Eddie Lang, Django Reinhardt, Charlie Christian, Barney Kessel, Jim Hall, Tal Farlow e Wes Montgomery, guardando tuttavia sempre avanti, aggiornando con naturalezza il proprio stile chitarristico così da restare sempre attuale e brillante. La sua ampia sensibilità jazzistica, che ha spaziato dallo swing al bop per approdare fino a forme d'espressione più moderne, è stata costantemente sorretta dal talento, dallo studio approfondito e da un'enorme esperienza artistica acquisita durante gli anni. A pieno titolo, Sergio Coppotelli, può essere posto in quella tradizione che idealmente unisce tutti i grandi della chitarra jazz.

## Curiosità
Tanti sono i musicisti scoperti o lanciati da Coppotelli: ricordiamo Rita Marcotulli, Giampaolo Ascolese, Massimo Moriconi, Stefano Sabatini, John Arnold (nipote del celeberrimo compositore statunitense Hoagy Carmichael, autore di brani quali “Stardust” e “Georgia on my mind”), Pino Sallusti, Alessandro Bonanno, Cinzia Gizzi, Antonello Vannucchi, Francesco Puglisi, Stefano Di Battista, Giancarlo Maurino.
Nella notte tra il 3 ed il 4 dicembre 2009, alla presenza dei suoi tanti amici e di importanti musicisti e giornalisti, il chitarrista festeggia il suo ottantesimo compleanno tenendo, presso l'Alpheus Club di Roma, una speciale festa-concerto.

## La morte
Colpito da ictus, muore a Frascati, presso l'Ospedale San Sebastiano Martire, il 10 giugno 2016, all'età di 86 anni, a causa di sopraggiunte complicazioni. È sepolto nel Cimitero di Monte Compatri.

## Discografia parziale

### Discografia jazz
- 1985 – Everithing's Music
- 1990 – Remembering Gil
- 1993 – Blues in the Sky
- 2000 – The Best Live
- 2003 – 55 Years Young ...All That Jazz
- 2008 – Goin' Solo - Celebrating 60 Years in Jazz Guitar
- 2012 – Eclectic Taste - Before and After I Turned 80

### DVD
- 2006 – Sergio's Birthday - Celebrating A Life In Jazz

### Brani composti per Bruno Martino
- Il Cuscino Lo Sa (testi di Antonio Amurri)
- E Non Sbattere La Porta (testi di Antonio Amurri)
- Che Sarà Di Noi (testi di Antonio Amurri)
- Come Fai A Dire Che È Amore (testi di G. Conte)
- Mai E Poi Mai (testi di Antonio Amurri)
- Un Passo Falso (testi di Antonio Amurri)
- Prova A Darmi Un Bacio (testi di Antonio Amurri)